# Juillet 1920
Juillet 1920 est le septième de l'année 1920, commençant par un jeudi.
Fin de la Guerre franco-syrienne.
- Mandat français en Syrie  : l’armée française de Gouraud entre en Syrie puis s’empare de Damas, mettant fin à la tentative de Fayçal de créer une grande Syrie regroupant la Palestine et le Liban.

## Événements
- France : scission CGT-CGTU (proche du PC)[réf. nécessaire].

- Premier meeting aérien organisé par la Royal Air Force[réf. nécessaire].

- 2 juillet : L'Armée rouge commence une contre-offensive en Pologne.

- 5 - 16 juillet : conférence de Spa :
  - Sur les réparations : 52 % à la France.
  - Fixe la frontière russo-polonaise le long de la ligne Curzon.

- 9 juillet : Louis-Alexandre Taschereau remplace Lomer Gouin comme premier ministre du Québec.

- 10 juillet, Canada : Robert Laird Borden, Premier ministre (unioniste) du Parti conservateur se retire et est remplacé par Arthur Meighen.

- 10 juillet : la Fête nationale de Jeanne d'Arc et du patriotisme est instaurée en France, 9 semaines après la canonisation de Jeanne d'Arc par l'Église catholique romaine.

- 11 juillet[1] : le plébiscite en Mazurie est défavorable au rattachement à la Pologne, comme en Haute-Silésie en 1921.

- 11 juillet : Le ministre des Affaires étrangères britannique, George Curzon, propose à la Pologne et à la Russie une ligne de démarcation des frontières qui va être connue plus tard comme la ligne Curzon.

- 15 juillet au 20 octobre : quatre de Havilland DH.4 de l'armée américaine effectuent le trajet New York - Nome (Alaska), et retour.

- 19 juillet : le comte Pál Teleki, Premier ministre en Hongrie (fin en 1921).

- 22 juillet : La Pologne fait une demande d'armistice à la Russie.

- 23 juillet : le Kenya devient une colonie de la couronne britannique. Le Tanganyika est organisé en territoire de la couronne.
- 24 juillet, Syrie : l’armée française de Gouraud défait les troupes arabes à la bataille de Maysaloun
- 24 juillet : référendum rattachant Eupen à la Belgique.

- 30 juillet : Le Chili envahit le sud du Pérou.

## Naissances
- 4 juillet : Robert Marcy, acteur et metteur en scène français  († 8 septembre 2024).
- 11 juillet : Yul Brynner, acteur américain d’origines suisse, mongole et russe († 10 octobre 1985).
- 12 juillet : Pierre Berton, écrivain († 30 novembre 2004).
- 17 juillet : Juan Antonio Samaranch, président espagnol du Comité international olympique († 21 avril 2010).
- 18 juillet : Lucienne Legrand, actrice française († 19 octobre 2022).
- 21 juillet :
  - Isaac Stern, violoniste russe/américain († 2001).
  - Constant Nieuwenhuis, peintre néerlandais († 1er août 2005).
- 23 juillet : Amalia Rodrigues, chanteuse de Fado, portugaise († 1999).
- 24 juillet : Fernand Delmotte, homme politique belge († 4 juillet 1998).
- 28 juillet : Gilbert Trigano, entrepreneur de tourisme français († 2001).

## Décès
- 4 juillet : Malla (Agustín García Díaz), matador espagnol (° 5 mai 1897).
- 5 juillet : Max Klinger, peintre, sculpteur et graphiste symboliste allemand (° 18 février 1857).
- 11 juillet : Eugénie de Montijo, impératrice des français, épouse de Napoléon III (º 5 mai 1826).
- 15 juillet : Marie-Pierre-François-Louis Belle, peintre français (º 14 juillet 1877).
- 18 juillet : John Macoun, botaniste.
- 26 juillet : Friedrich August von Kaulbach, peintre allemand (° 2 juin 1850).